# Pseudoharpax abyssinicus
Pseudoharpax abyssinicus es una especie de mantis de la familia Hymenopodidae.

## Distribución geográfica
Se encuentra en Etiopía, Kenia y Somalia.